# Івуджівік
Івуджівік (англ. Ivujivik, інук. ᐃᕗᔨᕕᒃ, фр. Ivujivik) — село у Канаді, у районі Нунавік регіону Північ Квебеку, провінція Квебек. Розташоване на півночі півострова Унгава. Село є найпівнічнішим населеним пунктом провінції Квебек. Населення села становить 349 чоловік (перепис 2011 року). Понад 95% населення складають ескімоси.
Село є одним з 14 так званих північних сіл (офіційний статус) Квебеку.
У селі є аеропорт.

## Географічні данні
Село розташоване в північній састині півострова Унгава, на березі Гудзонової протоки, у тундрі, у арктичній кліматичній зоні. 
У адміністративному відношенні село входить до складу району Нунавік регіону Північ Квебеку, провінція Квебек.    

## Населення
Населення села Івуджівік за переписом 2011 року становить 370 чоловік і для нього характерним є зростання протягом останніх десятиріч:  
- 1986 рік - 208 осіб,  [5]
- 1991 рік - 263 особи,  [5]
- 1996 рік - 274 особи, [5]
- 2001 рік - 710 особи[6]
- 2006 рік - 349 особа[6]
- 2011 рік - 370 осіб[2]

Данні про національний склад населення, рідну мову й використання мов у селі Івуджівік, отримані під час перепису 2011 року, будуть оприлюднені 24 жовтня 2012 року. Перепис 2006 року дає такі данні: 
- корінні жителі – 345  осіб,
- некорінні - 0.

| Мова                                          | Рідна мова | Рідна мова | Володіння офіційною мовою | Володіння офіційною мовою | Мова, якою найчастіше розмовляють вдома | Мова, якою найчастіше розмовляють вдома | Мова, якою найчастіше розмовляють на роботі | Мова, якою найчастіше розмовляють на роботі |
| Мова                                          | 2006       | 2011       | 2006                      | 2011                      | 2006                                    | 2011                                    | 2006                                        | 2011                                        |
| Англійська                                    | 0          |            | 130                       |                           | 0                                       |                                         | 15                                          |                                             |
| Французька                                    | 10         |            | 20                        |                           | 10                                      |                                         | 10                                          |                                             |
| Французька і англійська                       | 0          |            | 90                        |                           | 0                                       |                                         | 0                                           |                                             |
| Англійська і неофіційна мова                  | 0          |            | —                         |                           | 10                                      |                                         | 0                                           |                                             |
| Французька і неофіційна мова                  | 0          |            | —                         |                           | 0                                       |                                         | 0                                           |                                             |
| Французька, англійська і неофіційна мова      | 0          |            | —                         |                           | 0                                       |                                         | 0                                           |                                             |
| Інша мова (мови)                              | 340        |            | —                         |                           | 340                                     |                                         | 140                                         |                                             |
| Не володіють ані англійською, ані французькою | —          | —          | 110                       |                           | —                                       | —                                       | —                                           | —                                           |